# Katholieke Kerk in Andorra

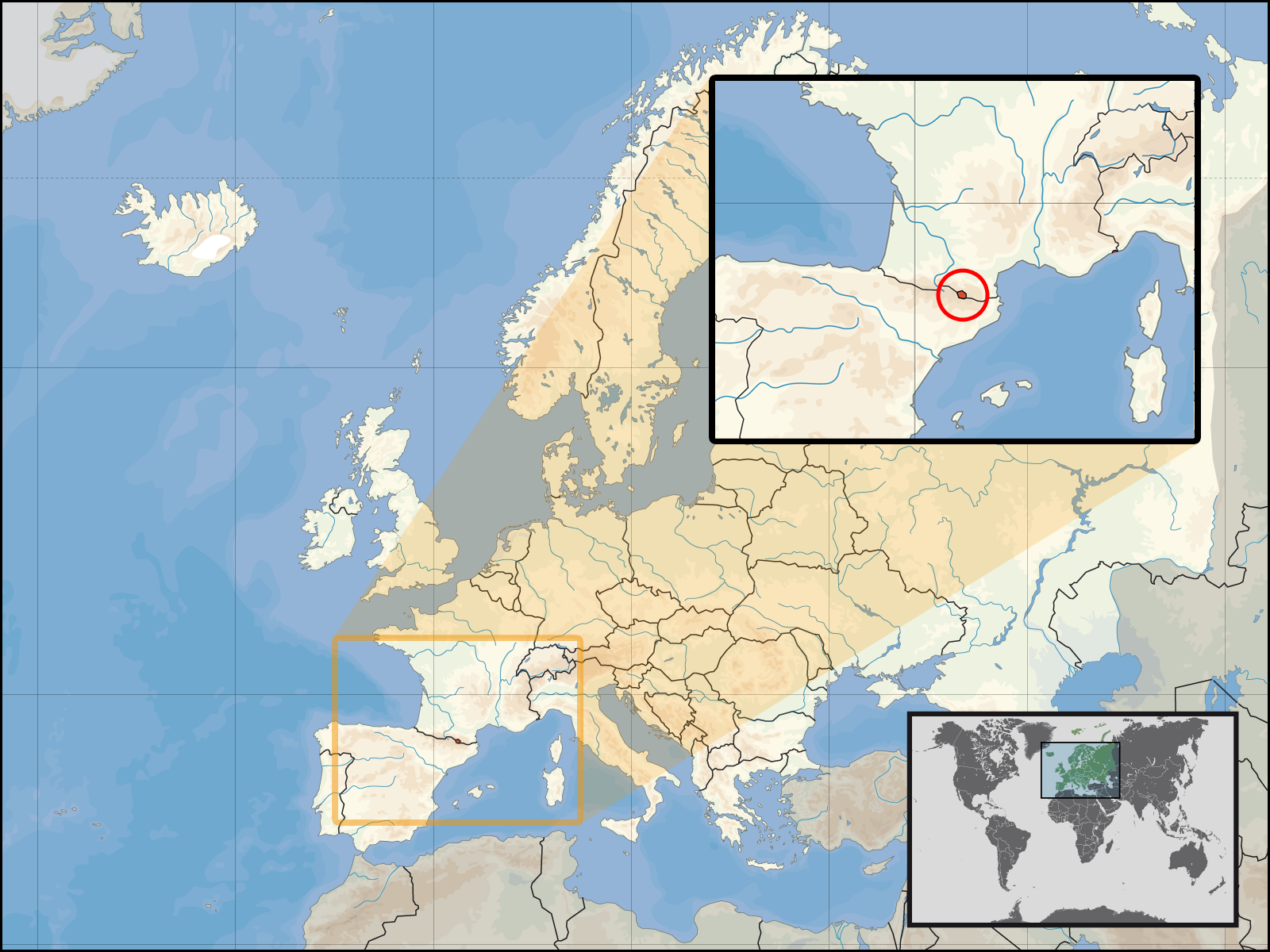
Andorra

De Katholieke Kerk in Andorra maakt deel uit van de wereldwijde Rooms-Katholieke Kerk, onder het leiderschap van de paus en de Curie.
De bevolking van Andorra is vrijwel geheel (99%) katholiek.
Het apostolisch nuntiusschap voor Andorra is sinds 22 maart 2025 vacant.

## Bisdom
Andorra maakt deel uit van het Bisdom Urgell, dat behoort tot de Spaanse kerkprovincie Tarragona.